# Steven Spurrier
Steven Spurrier   (Cambridge, 5 d'octubre de 1941 - Litton Cheney, 9 de març de 2021) fou un expert en vins britànic i antic exportador, que ha estat descrit com el vencedor del vi francès. Spurrier va organitzar el Tast de Vi de París de 1976, el qual, de manera inesperada, va elevar l'estatus del vi de Califòrnia i va promoure la producció de vi al Nou Món. També fou el fundador de l'Academie du Vin i de la subhasta de vins de Christie's, a més de ser autor i coautor de diversos llibres sobre vins.

## Obra
- The Academie Du Vin Concise Guide to French Country Wines (1984) ISBN 978-0-399-50829-5
- How to Buy Fine Wines (1986)
- Academie Du Vin Wine Course (1991) amb Michel Dovaz ISBN 978-0-02-613262-6
- Clarke & Spurrier's Fine Wine Guide (1998) amb Oz Clarke ISBN 978-0-15-100412-6